# Sciurus carolinensis
Lo scoiattolo grigio nordamericano (Sciurus carolinensis Gmelin, 1788), o scoiattolo grigio orientale per distinguerlo dalla specie occidentale (Sciurus griseus), è un mammifero roditore della famiglia degli Sciuridae.

## Distribuzione
Originaria della porzione atlantica dell'America Settentrionale (grossomodo dalla provincia canadese del Nuovo Brunswick alla Florida ed al Texas), la specie è stata introdotta nel corso dei secoli negli Stati di Washington, Oregon e California e, a partire dagli inizi del XX secolo, anche in Sudafrica (KwaZulu-Natal), Australia (dove è stata eradicata con successo) ed in alcuni paesi europei, come Irlanda, Gran Bretagna ed Italia, dove si è rapidamente diffusa a discapito dell'affine, ma più piccolo, Sciurus vulgaris.
È stato inserito nell'elenco delle 100 tra le specie invasive più dannose al mondo stilato dall'Unione internazionale per la conservazione della natura.

### Distribuzione in Italia
In Italia sussistono tre popolazioni isolate: una in Piemonte (Candiolo, nel torinese), introdotta nel 1948 ed in forte espansione nonostante i progetti di eradicazione, una in Liguria (Genova Nervi, introdotta nel 1966) e l'ultima, di nuovo in Piemonte, al confine con la Lombardia (Trecate, in provincia di Novara, introdotta nel 1994). La specie si trova in diversi parchi del nord milanese (parco di Monza e del Ticino).
La specie è diffusa a Torino nel Parco del Valentino sulle rive del Po, causando la quasi totale scomparsa del comune scoiattolo autoctono (Sciurus vulgaris).
La specie, presente anche in Umbria, probabilmente dai primi anni del 2000, risulta molto abbondante nella porzione ovest del capoluogo umbro (Monte Malbe), ma la sua presenza è segnalata in quasi tutta l'area urbana e peri-urbana della città di Perugia, dove è riuscito a colonizzare anche diversi parchi cittadini. La presenza dello scoiattolo grigio in Umbria rappresenta una potenziale minaccia per la conservazione dello scoiattolo comune e, più in generale, per la biodiversità forestale in tutto il centro Italia.
Alcuni esemplari di questa specie sono stati avvistati nel piccolo centro di Palazzo del Pero nella provincia di Arezzo al confine con l'Umbria.
L'habitat nativo di questa specie sono i boschi estesi e maturi di latifoglie con ricco sottobosco: essendo tuttavia molto adattabile, la si trova anche nei parchi urbani e nei giardini pubblici, purché con presenza di alberi.
Un primo progetto sperimentale di eradicazione dello scoiattolo (e contemporaneamente di monitoraggio dello status sanitario degli esemplari) avvenne nella primavera del 1997 in un parco a Racconigi (dove convivevano sia rossi che grigi), in Piemonte, con il coordinamento dell'ISPRA (all'epoca chiamato Istituto Nazionale per la Fauna Selvatica) e della sezione piemontese del WWF Italia e l'approvazione di diverse associazioni (Legambiente, WWF Italia, Pro Natura e Lega Italiana Protezione Uccelli). Il progetto prevedeva la cattura e la soppressione (previa anestesia) degli esemplari di scoiattolo grigio catturati, raccomandandone la totale eradicazione, dato che i sopravvissuti avrebbero potuto facilmente ripopolare l'area in breve tempo. Le ipotesi di sterilizzazione e reimmissione in natura, così come quelle di trasferimento negli Stati Uniti, vennero scartate, sia per i costi estremamente elevati sia per la mortalità comunque elevata che ciò avrebbe comportato sia per il rischio di diffusione del Parapoxvirus, che sarebbe rimasto inalterato. L'operazione venne interrotta, dopo la soppressione di 188 esemplari, a seguito di denunce da parte della Lega per l'Abolizione della Caccia (LAC) e della Lega anti vivisezione (LAV) per attività di caccia illegale e per maltrattamenti agli animali contro un tecnico e contro il direttore dell'Istituto Nazionale per la Fauna Selvatica. In primo grado (novembre 1999) ci fu la condanna per caccia illegale e maltrattamenti, con l'assoluzione per i danni ad una proprietà dello Stato, essendo l'operazione autorizzata dal Ministero dell'Ambiente In appello (luglio 2000) i due vennero assolti da ogni accusa.
La posizione delle principali associazioni ecologiste italiane non è infatti univoca. La LAV ritiene la minaccia portata dagli scoiattoli grigi priva di fondamento e cerca di fermare il progetto EC-SQUARE per l'eradicazione degli stessi. Al contrario, Legambiente sostiene l'operazione ed appoggia le iniziative di legge perché questa specie sia inserita tra quelle di cui è vietata la vendita. La posizione è analoga a quella del WWF Italia, che appoggia l'operazione, e che dagli anni novanta chiede una legge per vietare la vendita delle specie alloctone in modo da non dover più ricorrere a tali soluzioni estreme, così come favorevole a progetti che ne limitino la diffusione è l'Unione zoologica italiana.

## Descrizione

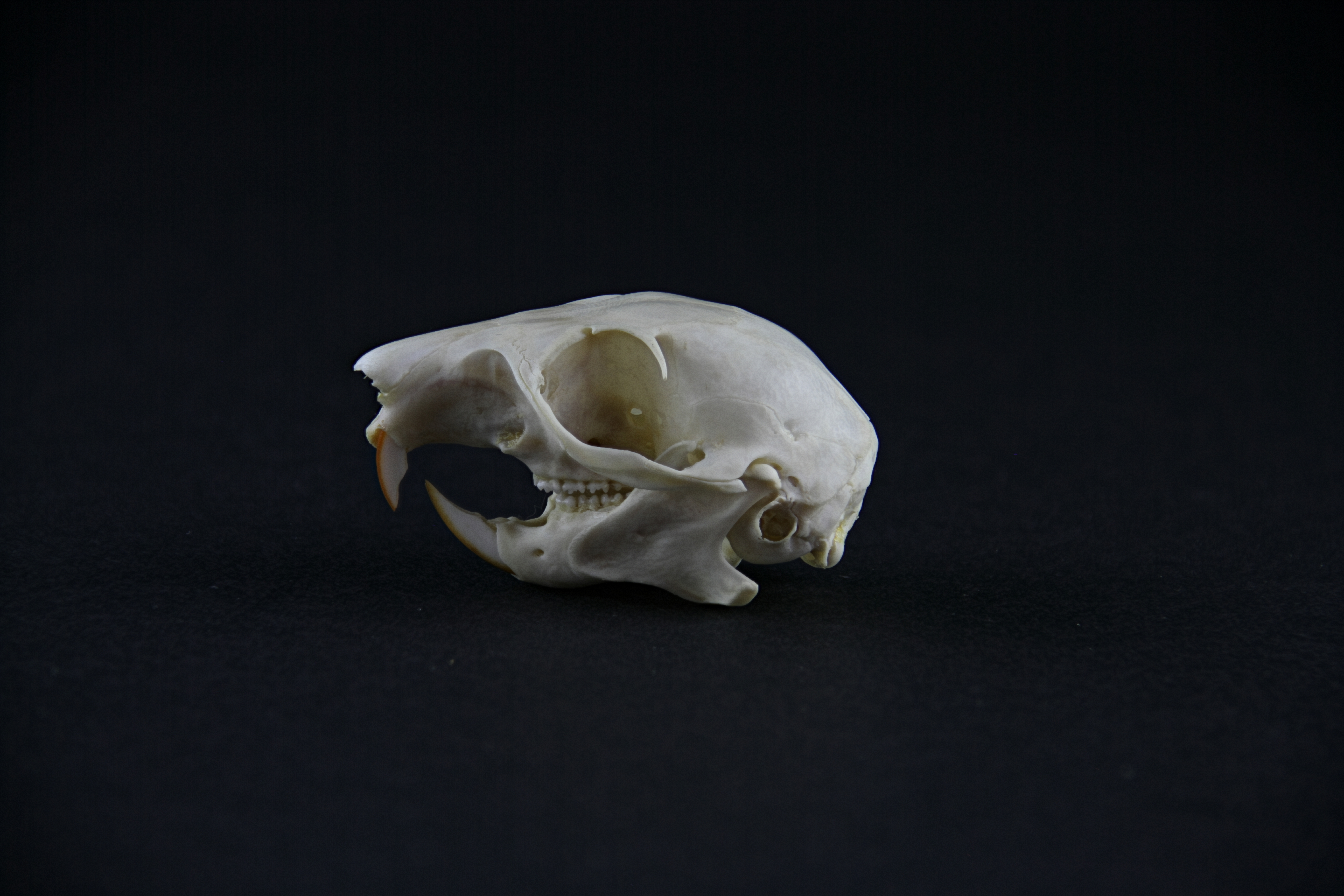
Cranio

### Dimensioni
Misura circa 25 cm di lunghezza, cui se ne sommano altrettanti di coda, per un peso totale medio di circa mezzo chilogrammo.

### Aspetto

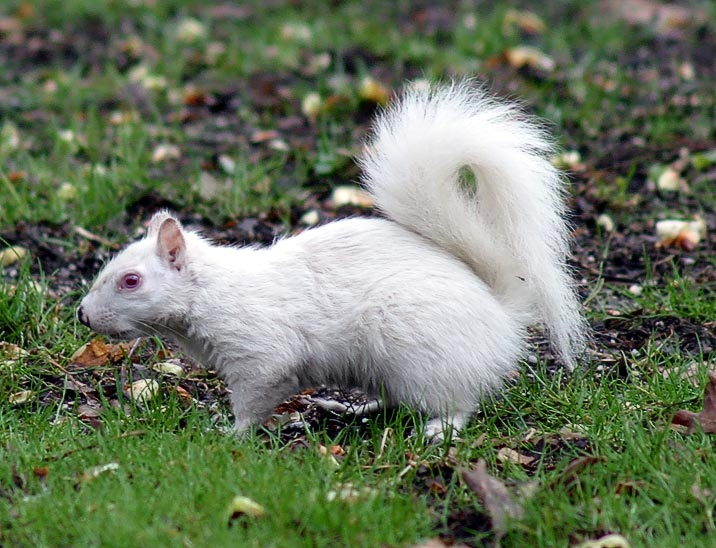
Individuo albino.

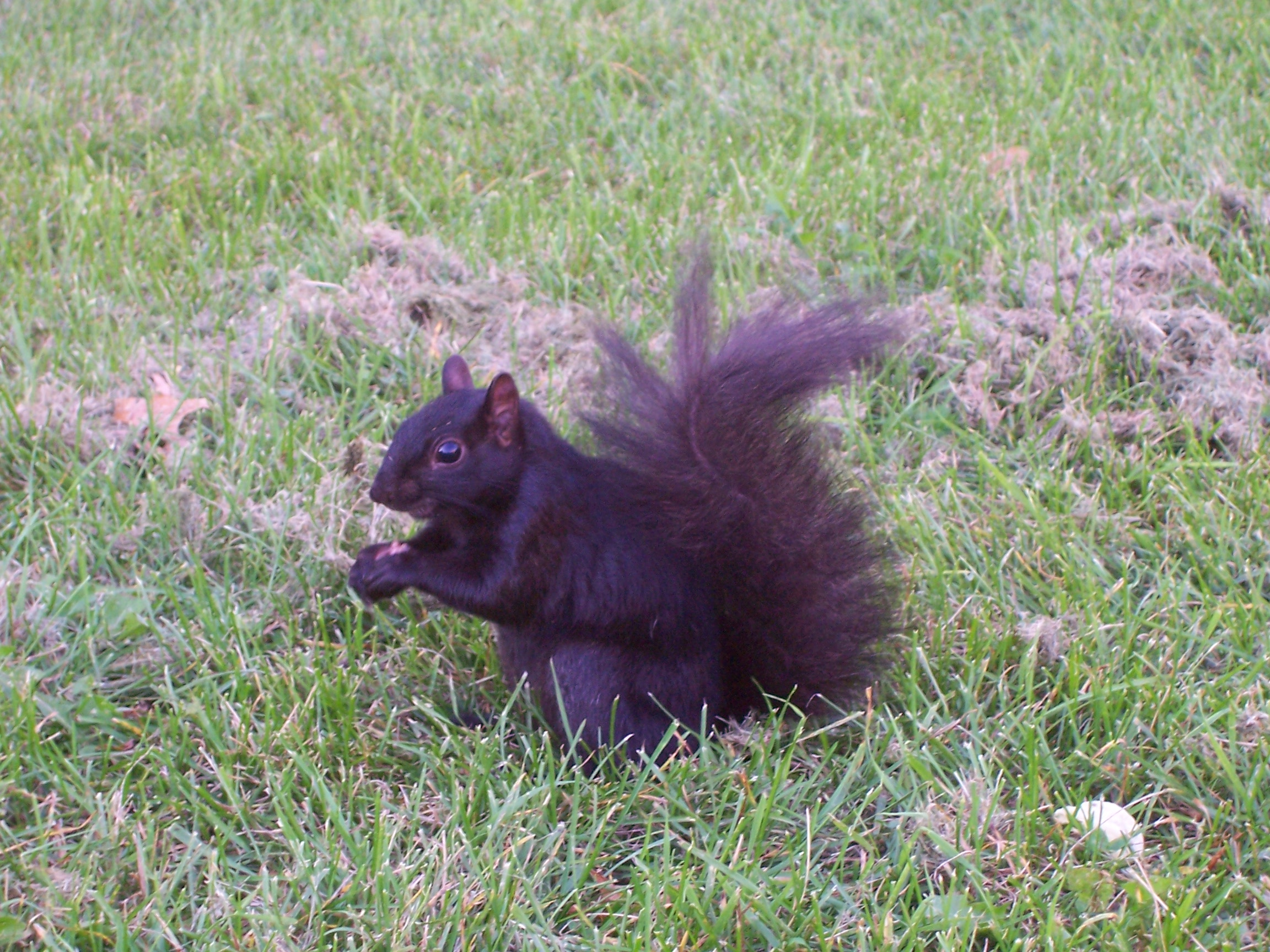
Individuo melanico.

La pelliccia è color grigio chiaro sulla zona dorsale, con sfumature bruno-rossicce (più o meno accentuate a seconda della sottospecie) su spina dorsale, zampe, inguine, muso, orecchie e zona perioculare: quest'ultima può essere anche di colore bianco, così come il ventre e la gola, oltre che la punta dei singoli peli della coda, che ha la punta bianca ed è larga e presenta pelame diviso centralmente da una scriminatura.
In generale, in direttrice NE-SO si riscontra una diminuzione delle dimensioni generali, anche se quelle della mandibola e dei denti rimangono costanti. Inoltre, pare che l'incidenza di individui melanici sia maggiore al nord, dove questa caratteristica comporta una minore dispersione del calore, mentre gli esemplari albini sono più frequenti in aree urbanizzate, dove la predazione è assai minore.

## Biologia

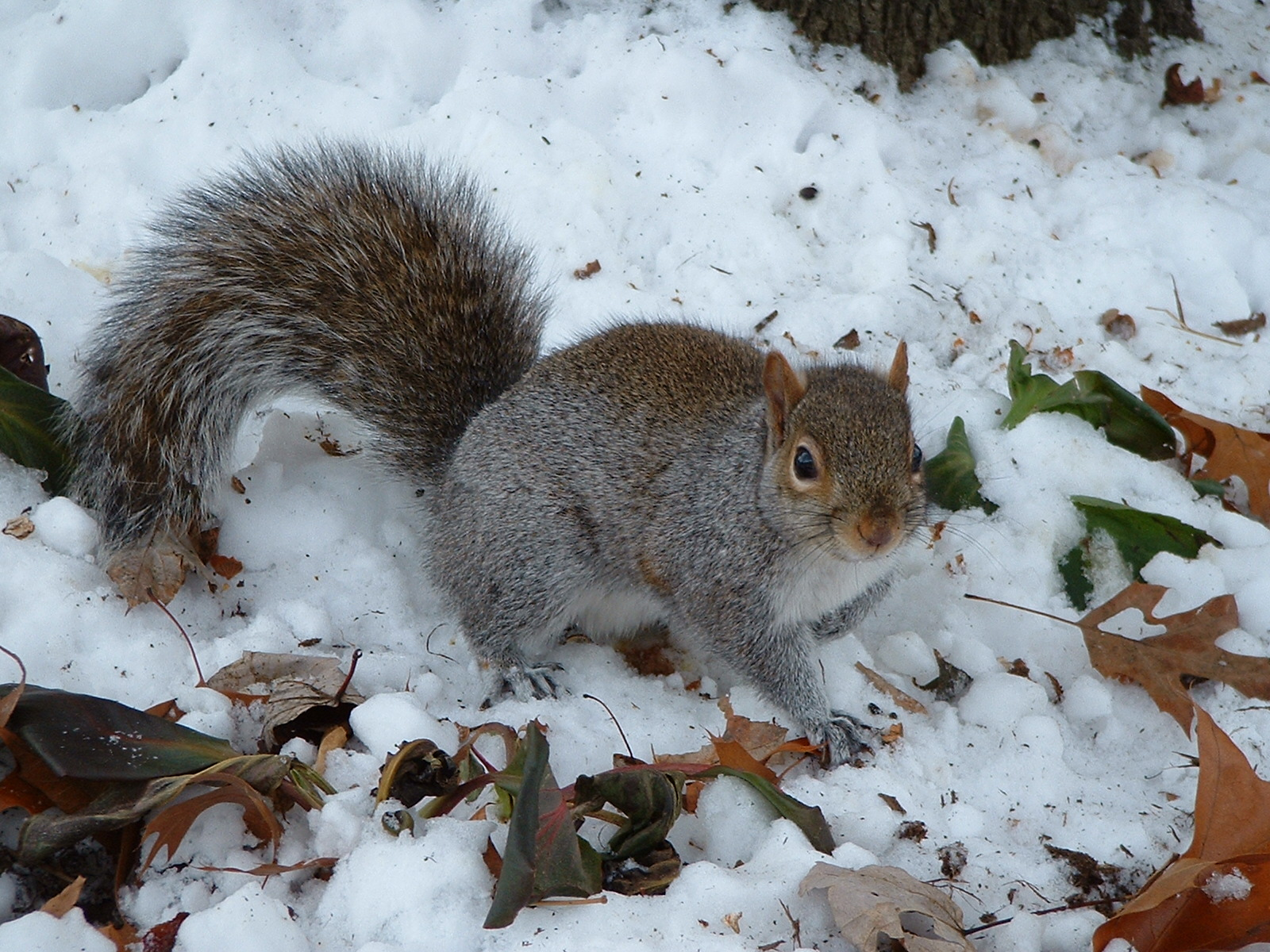
Uno scoiattolo grigio nella neve: in inverno la specie non va in letargo.

Si tratta di animali perlopiù diurni, che hanno picchi di attività nelle prime ore del mattino ed al tramonto, mentre passano le ore centrali della giornata in stato di inattività: durante la notte dormono in nidi che si costruiscono alle biforcazioni dei rami utilizzando foglie secche e sterpaglie, oppure in cavità degli alberi che foderano allo stesso modo. La specie non va in letargo durante i mesi invernali.

### Alimentazione

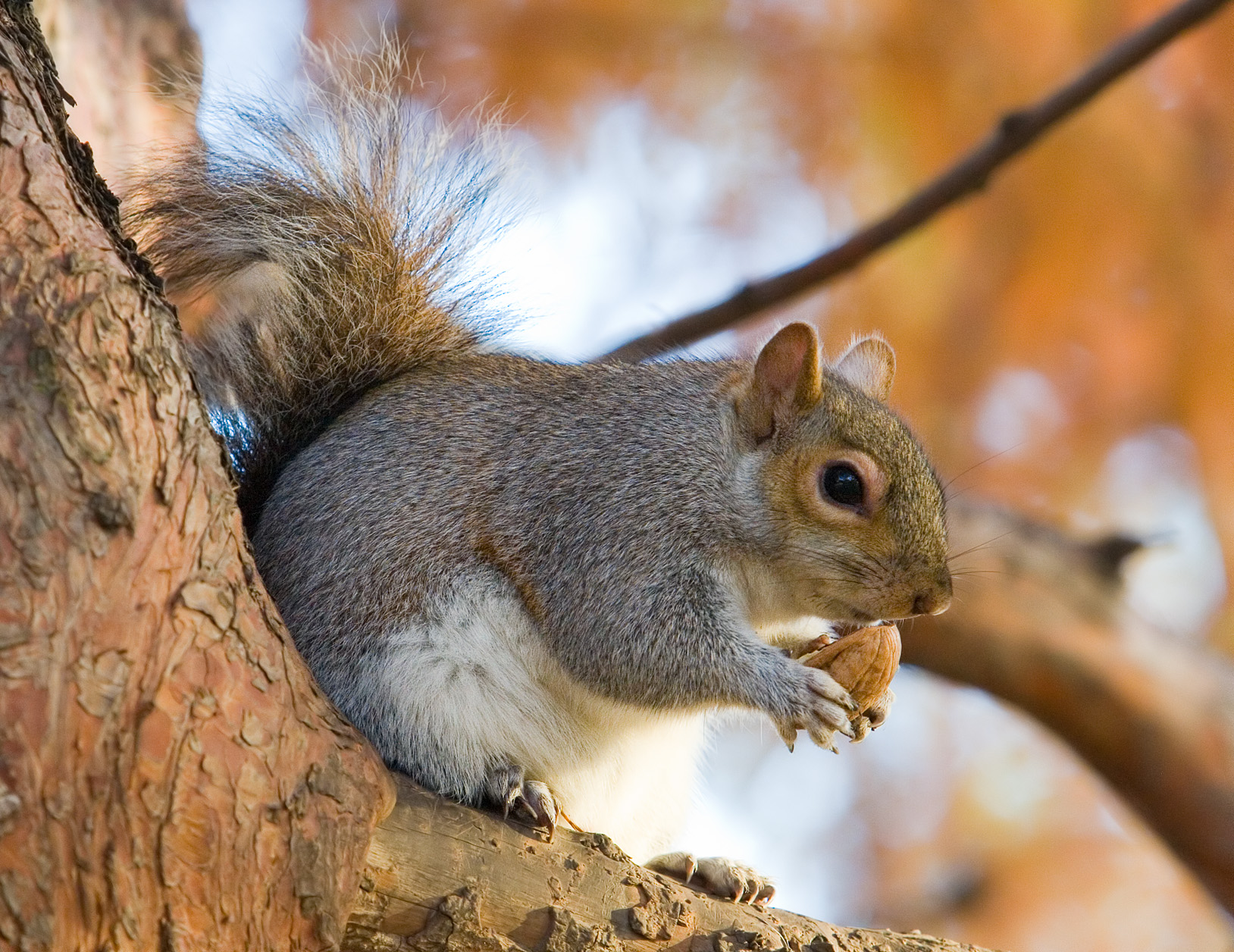
Individuo fotografato in Inghilterra durante un pasto a base di mandorle.

Passano il tempo a cercare cibo (prevalentemente semi e frutta secca, ma anche piccoli animali, nidiacei di uccelli e loro uova, insetti, piccoli mammiferi inclusi altri scoiattoli, rettili, anfibi, ecc.) che nascondono in cavità dei tronchi d'albero o in buche nel terreno che poi ricoprono. Ciascun animale possiede alcune centinaia di rifugi per il cibo, per localizzare i quali si serve di segnali olfattivi che lascia in prossimità di essi, ma non nelle immediate vicinanze poiché ciò renderebbe la dispensa facile da individuare anche per altri animali.
Lo scoiattolo grigio possiede inoltre un'eccellente memoria spaziale, per poter ricordare l'ubicazione dei rifugi: ciononostante, capita che alcuni di essi vengano dimenticati dall'animale, permettendo ai semi di germogliare e contribuendo perciò in qualche misura al rimboschimento delle aree in cui l'animale vive.
Nelle aree in cui la specie è stata introdotta, essa può rivelarsi un flagello per le colture di cereali e frutta a guscio, inoltre danneggia seriamente le foreste in quanto ha la tendenza a scortecciare gli alberi durante l'inverno, rendendoli maggiormente suscettibili al freddo ed agli attacchi da parte di parassiti.

### Riproduzione

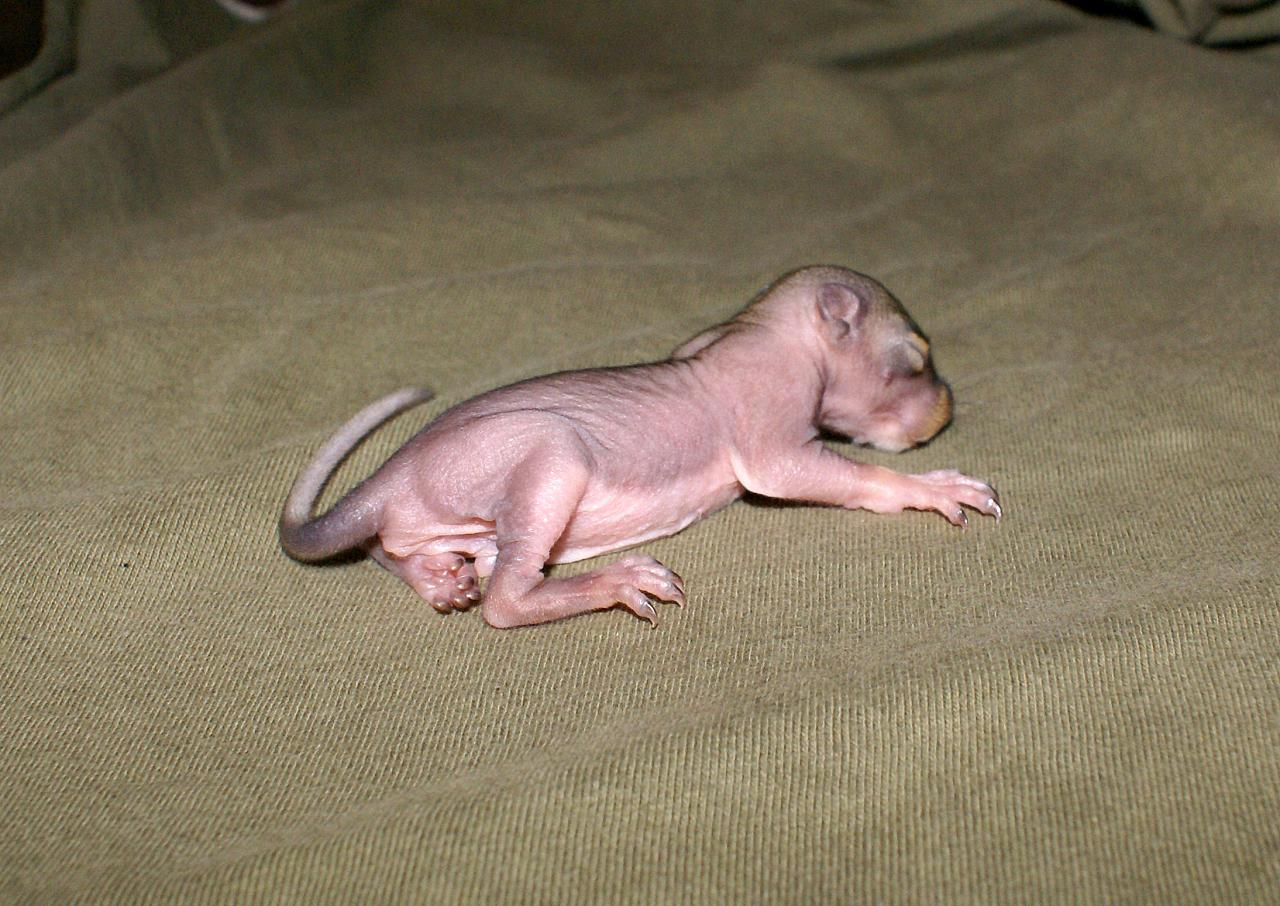
Cucciolo di pochi giorni di scoiattolo grigio.

La femmina va in estro due volte l'anno, la prima fra dicembre e febbraio e la seconda fra maggio e giugno, ma a latitudini più alte l'estro è più tardivo: durante l'estro della femmina (che dura circa otto ore ed è indicato da un ingrossamento ed arrossamento dell'area genitale), i maschi competono anche violentemente per potersi accaparrare il diritto all'accoppiamento, mentre le femmine dal canto loro possono essere montate da più maschi. Il maschio comincia a seguire la femmina solitamente cinque giorni prima dell'inizio dell'estro.

La gestazione dura circa un mese e mezzo, al termine del quale nascono in media quattro cuccioli, i quali vengono svezzati a sette settimane di vita e circa un mese dopo lasciano il nido natio. Durante l'allattamento, la femmina è assai aggressiva con eventuali intrusi. La taglia adulta viene raggiunta attorno ai nove mesi d'età, anche se i giovani sono in grado di riprodursi a partire dal sesto mese di vita: in ogni caso, è raro che si accoppino prima di aver raggiunto l'anno d'età, in particolare le femmine.
La speranza di vita di questi animali è di circa 12 anni, anche se in cattività vari esemplari sono vissuti fino ad oltre 22 anni.